# (10804) Amenouzume
(10804) Amenouzume est un astéroïde de la ceinture principale.

## Description
(10804) Amenouzume est un astéroïde de la ceinture principale. Il fut découvert le 23 novembre 1992 à Oohira par Takeshi Urata. Il présente une orbite caractérisée par un demi-grand axe de 2,76 UA, une excentricité de 0,22 et une inclinaison de 9,6° par rapport à l'écliptique.

## Compléments